# (5542) Moffatt
(5542) Moffatt (1978 PT4) – planetoida z pasa głównego asteroid okrążająca Słońce w ciągu 4,17 lat w średniej odległości 2,59 j.a. Odkryta 6 sierpnia 1978 roku.